# Henry Gerbault
Pour les articles homonymes, voir Gerbault.
Henry Gerbault né le 24 juin 1863 à Châtenay-Malabry et mort le 19 octobre 1930 à Roscoff, est un peintre, illustrateur, affichiste et dramaturge français.
Il est, par sa mère, le neveu du poète Sully Prudhomme (1839-1907), dont il fut le légataire universel.

## Biographie
Henry Gerbault fréquente l'atelier d'Henri Gervex et celui du sculpteur Paul Dubois à l'École des beaux-arts de Paris, puis il entame une carrière de dessinateur humoristique, après s'être essayé sans succès à la peinture. Il est repéré par des journaux satiriques et bientôt publié par La Vie parisienne, Fantasio, Le Rire, Gil Blas, Le Bon Vivant, Le Frou-frou, L'Assiette au beurre, L'Art et la Mode, La Vie moderne, Le Monde illustré,  Lecture pour tous, et quelquefois pour L’Illustration, notamment pour les textes d'Étienne Grosclaude.
Ses sujets favoris sont les femmes parisiennes de la Belle Époque, les grincheux, les soldats, les belles-mères, le tout teinté d'ironie légère, de malice et non sans un certain érotisme. Il publia de nombreux albums – dont des bandes dessinées – des affiches, et connut le succès de son vivant.
En 1919, son épouse étant malade, c'est sur les conseils de son médecin qu'il se retire à Roscoff, louant aux époux Séjat, propriétaires de l'hôtel des Bains de Mer, une maison située 14 rue Courbet où il aménage, au premier étage, son atelier. Ce couple sans enfant, s'occupera de ceux du village. Il participe volontiers à la vie locale : c'est lui qui soumet, en 1927, l'idée à la municipalité de réaliser des chars pour la Fête des fleurs, sur le thème des Contes de Perrault. Il meurt en 1930 et repose avec sa femme au cimetière de Roscoff.

### Illustrations
- Fœtus, 19 dessins pour les Nouvelles Chansons du Chat Noir au Ménestrel de Maurice Mac-Nab, Heugel et Cie, 1891[4]
- Broutilles parisiennes , Publications de La Vie Parisienne, 1888
- Spectacles enfantins, texte par Albert Cim, Illustrations par Gerbault et Job, Hachette et Cie, Paris, s.d. (1893)
- Parisiennettes, album de 28 illustrations, Publications de La Vie Parisienne, 1897
- La légende des cycles, illustration du texte d'Étienne Grosclaude, dans L'Illustration du 23 novembre 1889[5]
- Boum… Voilà !, album de 100 dessins en couleurs par Henry Gerbault et préface de Sully Prudhomme, éditions Simonis Empis, Imprimé par Chamerot et Renouard à Paris, vers 1900
- Ach'tez-moi, joli blond!, 100 dessins, préface de Charles Mougel, 1900
- L'ami des enfants, avec Berquin et Louis Tarsot, 1900
- La Belle Hélène, roman d'Auguste Gérome, 1900
- Le Wagon de 3e classe, roman de Jean Drault, éditions Mame, 1902
- Bonjour m'sieurs dames, préface de Paul Guillain, 1903
- " Les Maîtres Humoristes " Henri Gerbault, Société d'Édition et de Publications Librairie Félix Juven, Paris 1907
- " Les Maîtres Humoristes " Henri Gerbault (Deuxième Album), Société d'Édition et de Publications Librairie Félix Juven, Paris, 1909

### Estampes
- L’Inquiétude - Amants éternels, 1894, programme pour le Théâtre Libre (saison 1894), lithographie
- Chocolat Carpentier, 1895, affiche, reprise dans Les Maîtres de l'affiche
- La peinture, la danse, la musique, 1903, panneau en couleurs pour la chambre d'une petite fille pas sage, gravure, 27,5 cm × 36 cm

### Théâtre
- Ludus Pro Patria, Pantomime, en 1 acte, musique de Paul Marcelles donné le 15 décembre au Théâtre d'Application, 1892
- Les Éreinté de la vie, pantomime en 1 acte de Félicien Champsaur, Paris, E.Dentu, 1888

## Expositions
- Trouville, « Rire aux bains de mer », du 10 avril au 1er juin 2009, musée Villa Motebello, exposition collective
- Trouville, « Humour à Trouville », 13e édition du 18 avril au 10 mai 2009, exposition collective

## Quelques œuvres

Illustrations d'Henry Gerbault
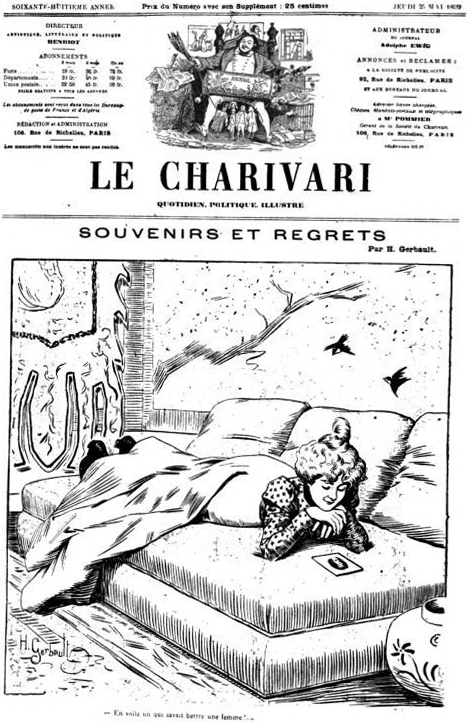
« Souvenirs et regrets - En voilà un qui savait battre une femme ! », Le Charivari (1899).
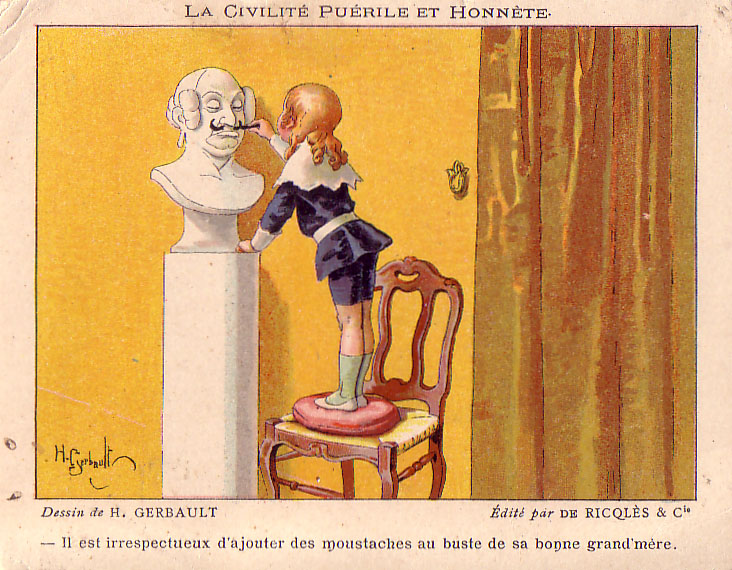
« Il est irrespectueux d'ajouter des moustaches au buste de sa bonne grand-mère ». Série La Civilité puérile et honnête, éditée par Ricqlès & Cie.
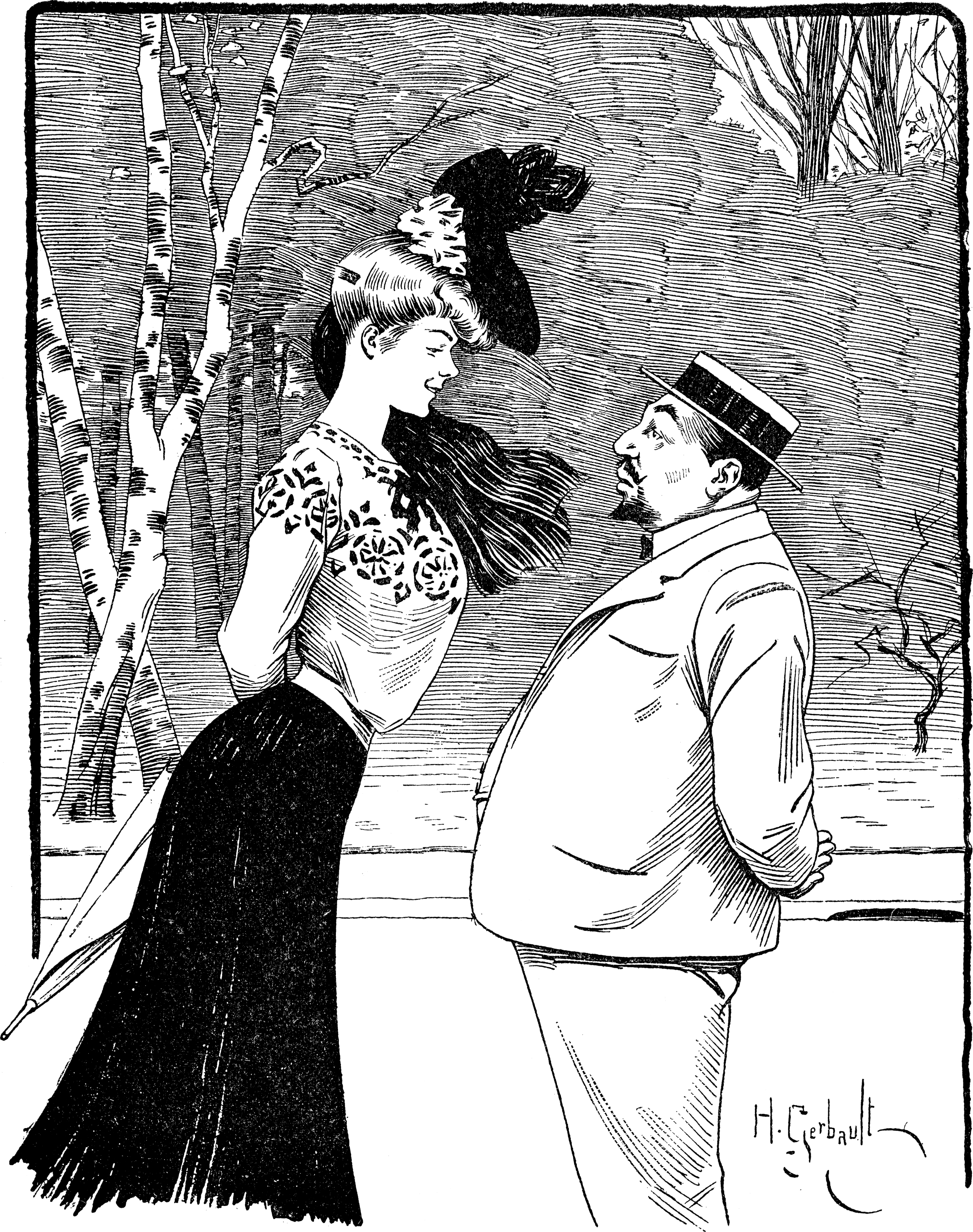
« - Bonjour, ma petite. - Bonjour, mon grand. », Les Maîtres Humoristes, (1907).
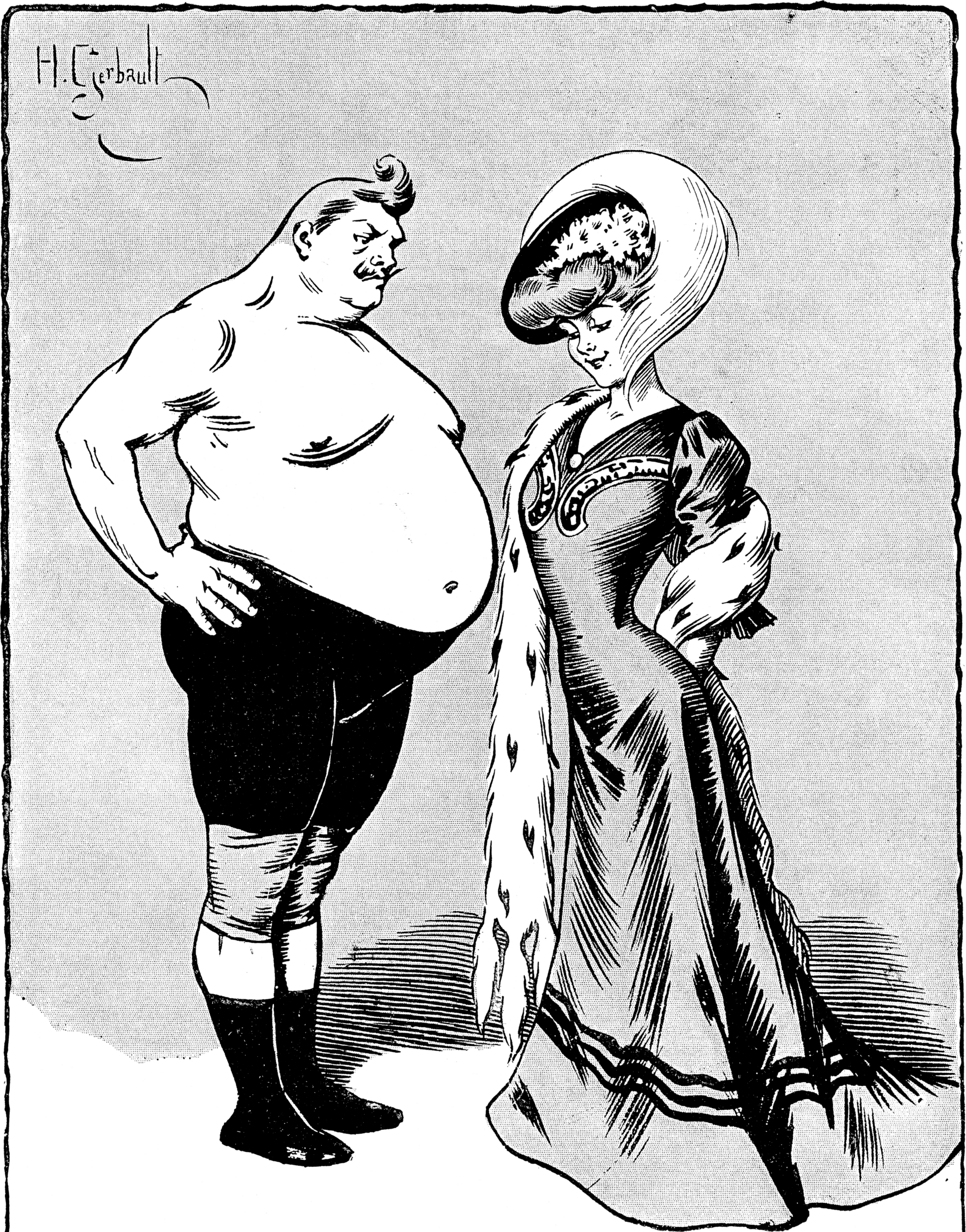
« - J'ai assez du métier de lutteur, je voudrais faire autre chose. - Mets-toi nourrice. », Les Maîtres Humoristes (1907).
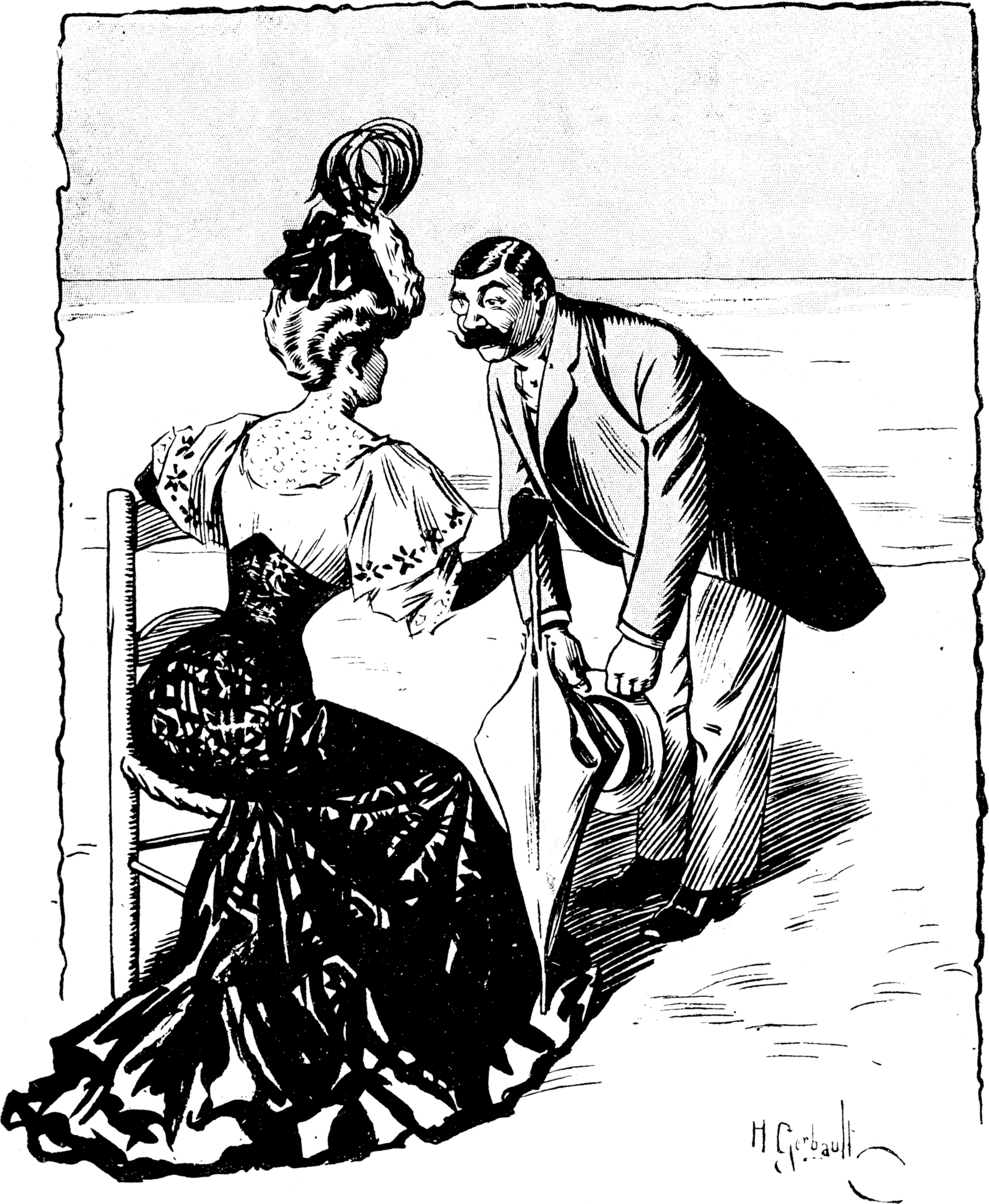
« - Quelle toilette sombre! Vous êtes en deuil, chère madame? - Mon mari a perdu sa maîtresse. », Les Maîtres Humoristes, (1907).
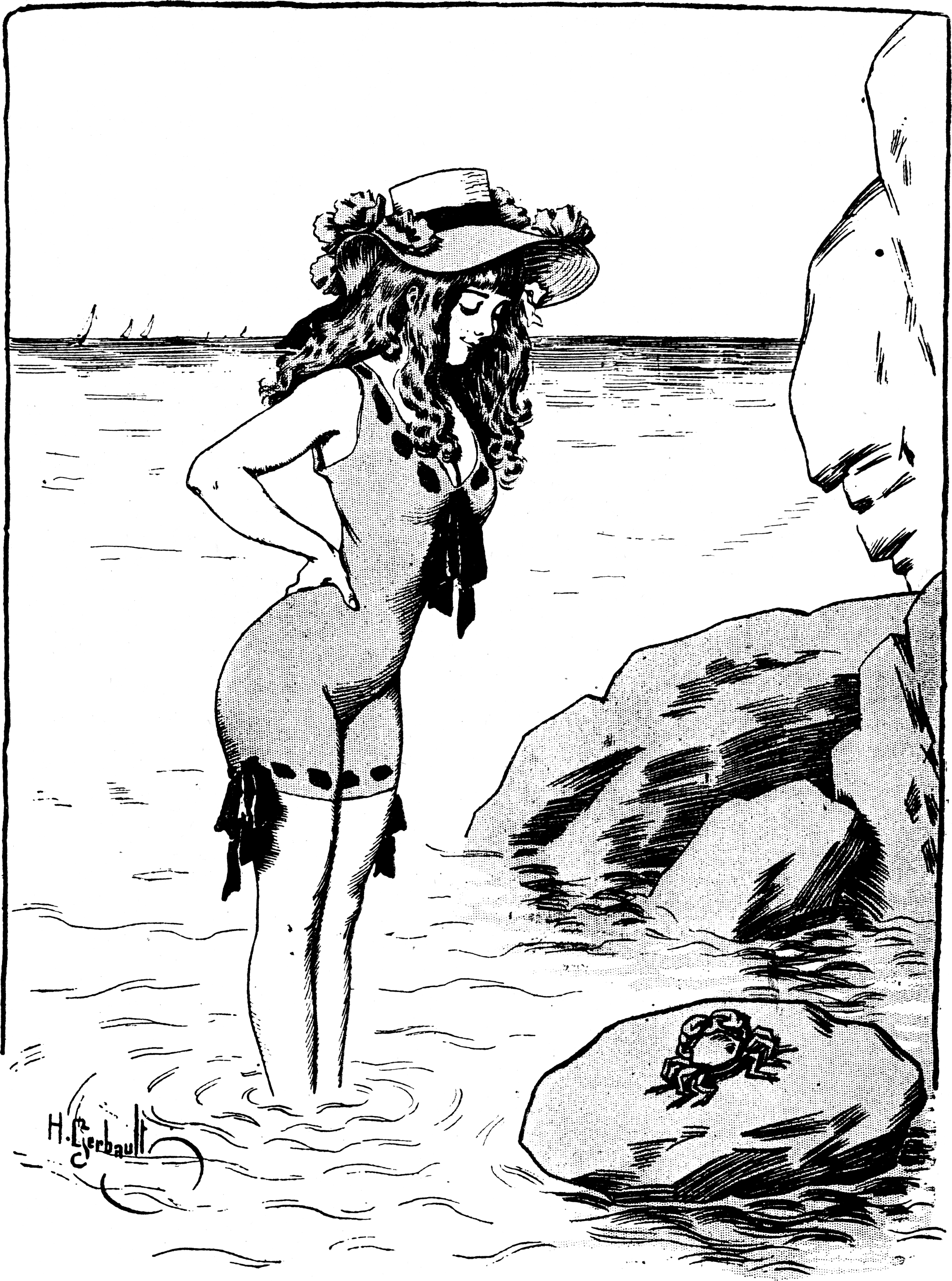
« Le crabe a du vice - Ah ! c'est vous, le vieux marcheur, qui m'avez pincé les mollets tout à l'heure ! », Les Maîtres Humoristes, (1907).
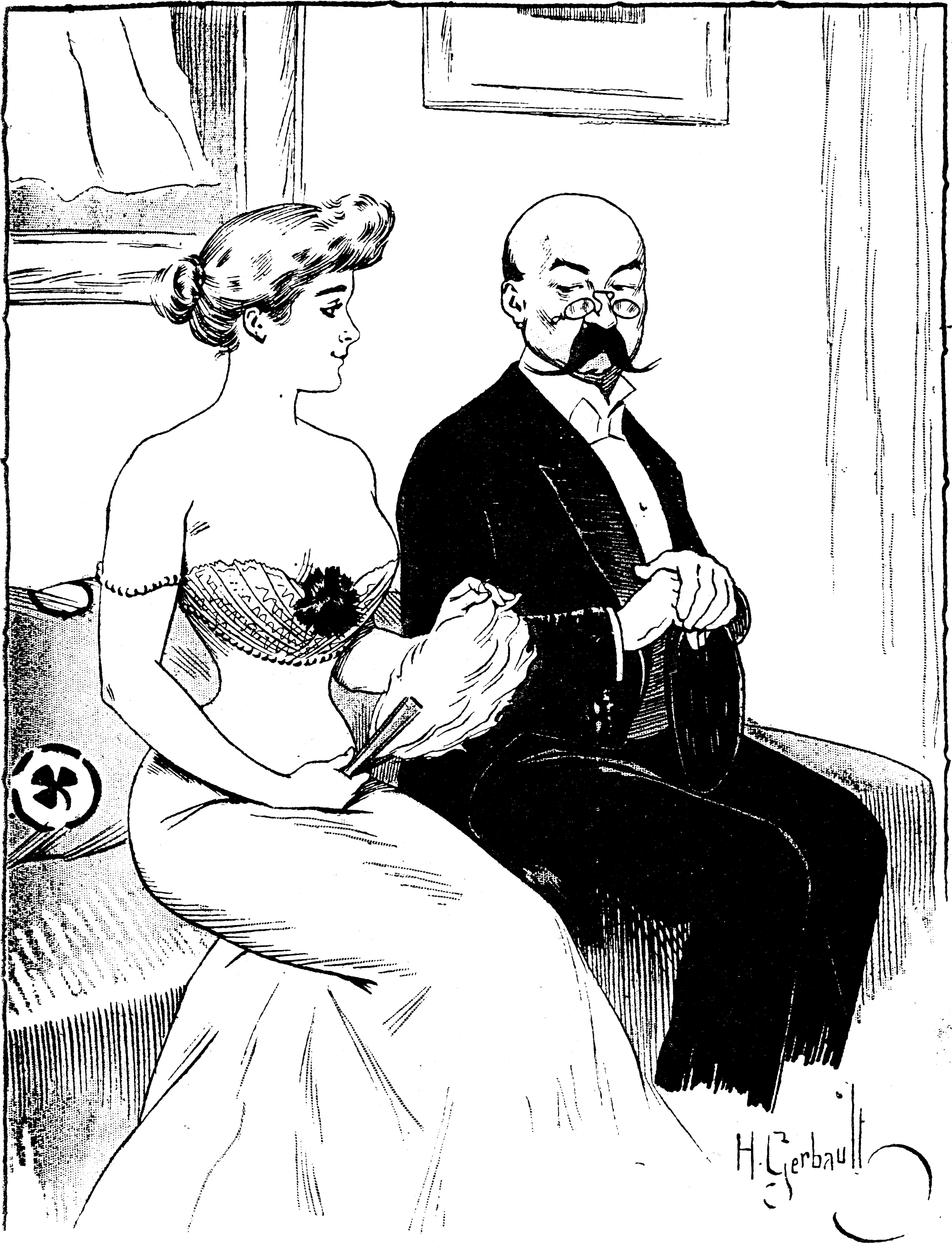
« - Les robes se portent très décolletées, cette année, n'est-ce pas, chère madame ? - Les crânes aussi, à ce que je vois, cher monsieur », Les Maîtres Humoristes (1907).

## Iconographie
- John Bauer, Portrait d'Henry Gerbault, 1904, gravure, 27 cm × 17 cm